# Jamie Gillis
Jamie Gillis, né le 20 avril 1943 à New York et mort le 19 février 2010, dans la même ville, est un acteur et réalisateur de films pornographiques américain.

## Biographie
Gillis devient vite un premier rôle durant l'époque de « l'Âge d'or du X » entre 1972 à 1983.
Il joue dans le classique The Opening of Misty Beethoven en 1975 avec Constance Money. Jamie Gillis avait une solide réputation pour ses capacités sexuelles et ses talents d'acteur dans ce domaine.
Il était connu dans ce milieu pour sa libido hors du commun et pour apprécier toutes les pratiques sexuelles, mêmes les plus extrêmes (bisexualité, BDSM, scatophilie...).
On lui doit quelques rôles célèbres, notamment dans Amanda By Night, Through the Looking Glass, New Wave Hookers.
Il eut comme petite amie l'actrice Serena et a participé au premier film de John Stagliano et produit Dirty Debutantes avec Ed Powers.
Dans le film Boogie Nights il est représenté par le rôle de Burt Reynolds.
Gillis meurt le 19 février 2010, à New York, d'un cancer de la peau diagnostiqué quelques mois avant.

## Récompenses
- 1976 :  AFAA Best Actor for Opening of Misty Beethoven
- 1977 : AFAA Best Actor for Coming of Angels
- 1979 : AFAA Best Actor for Ecstasy Girls
- 1982 : AFAA Best Supporting Actor for Roommates
- 1982 : CAFA Best Supporting Actor for Roommates
- 1984 : XRCO Best Kinky Scene for Insatable II
- 1987 : XRCO Best Actor for Deep Throat 2
- 1987 : XRCO Best Supporting Actor for Babyface 2
- 1989 : AVN Best Supporting Actor - Film for Pretty Peaches 2
- 1989 : XRCO Best Actor for Second Skin
- 1997 : AVN Best Actor - Film for Bobby Sox
- 1999 : AVN Best Supporting Actor - Video for Forever Night
- AVN Hall of Fame
- Legends of Erotica
- XRCO Hall of Fame